# Анкинович, Екатерина Александровна
Екатерина Александровна Анкино́вич (1911—1991) — советский геолог-минералог.

## Биография
Родилась 24 ноября (7 декабря) 1911 года в селе Малые Яльчики (ныне Яльчики, Чувашия). До 1932 года работала учителем сельской школы.
Окончила ЛГИ, геологоразведочный факультет, специальность «геология и разведка месторождений полезных ископаемых» (1937).
В 1938 году вместе с мужем С. Г. Анкиновичем поступила на работу в Казахское геологическое управление (Алма-Ата).
В 1940 году они стали участниками открытия Николаевского полиметаллического месторождения в Восточном Казахстане.
С 1943 года — в Каратауской экспедиции, начальник геологической партии, руководила разведкой Курумсакского участка, затем технический руководитель группы партий Геологического Управления «Южказгеология». В 1948—1953 зав. минералого-петрографическим кабинетом одной из экспедиций Министерства геологии СССР.
Открыла 12 новых минералов — рекорд СССР.
С 1953 года на научно-преподавательской работе в КазГМИ: доцент кафедры «Геология месторождений полезных ископаемых», с 1964 года доцент, затем профессор кафедры «Кристаллография, минералогия и петрография», в 1965—1985 зав. кафедрой.
Доктор геолого-минералогических наук (1964), профессор (1967).
В её честь назван минерал анкиновичит.
Умерла 10 июля 1991 года в Алма-Ате, похоронена на Центральном кладбище города.

## Награды и премии
- Сталинская премия третьей степени (1948) — геологические исследования и разведку Николаевского полиметаллического месторождения
- заслуженный деятель науки Казахской ССР (1974)